# Teoria di Yang-Mills supersimmetrica con N = 4
La teoria di Yang-Mills supersimmetrica con N=4  (in breve Super Yang-Mills o SYM) è un modello matematico e fisico creato per studiare le particelle tramite un sistema semplice, simile alla teoria delle stringhe, con simmetria conforme. È un toy model semplificato basato sulla teoria di Yang-Mills che non descrive il mondo reale, ma è utile perché può fungere da banco di prova per approcci per affrontare i problemi in teorie più complesse. Descrive un universo contenente campi bosonici e campi fermionici che sono legati da 4 supersimmetrie (questo significa che scambiare bosoni, fermioni e campi scalari in un certo modo lascia invariate le predizioni della teoria). È una delle più semplici (perché non ha parametri liberi ad eccezione del gruppo di gauge) e una delle poche teorie dei campi quantistiche finite in 4 dimensioni. Può essere pensata come la teoria di campo più simmetrica che non coinvolge la gravità.

## Lagrangiana
La lagrangiana per la teoria è
{\displaystyle L=\operatorname {tr} \left\{-{\frac {1}{2g^{2}}}F_{\mu \nu }F^{\mu \nu }+{\frac {\theta _{I}}{8\pi ^{2}}}F_{\mu \nu }{\bar {F}}^{\mu \nu }-i{\overline {\lambda }}^{a}{\overline {\sigma }}^{\mu }D_{\mu }\lambda _{a}-D_{\mu }X^{i}D^{\mu }X^{i}+gC_{i}^{ab}\lambda _{a}[X^{i},\lambda _{b}]+g{\overline {C}}_{iab}{\overline {\lambda }}^{a}[X^{i},{\overline {\lambda }}^{b}]+{\frac {g^{2}}{2}}[X^{i},X^{j}]^{2}\right\},}
dove {\displaystyle F_{\mu \nu }^{k}=\partial _{\mu }A_{\nu }^{k}-\partial _{\nu }A_{\mu }^{k}+f^{klm}A_{\mu }^{l}A_{\nu }^{m}} e indici {\displaystyle i,j=1,\dots ,6} nonché {\displaystyle a,b=1,\dots ,4}. {\displaystyle f} rappresenta le costanti di struttura del particolare gruppo di gauge. {\displaystyle C_{i}^{ab}} rappresenta le costanti di struttura del gruppo di R-simmetria SU(4), che ruota le 4 supersimmetrie. Come conseguenza dei teoremi di non rinormalizzazione, questa teoria di campo supersimmetrica è di fatto una teoria di campo superconforme.

## Lagrangiana a dieci dimensioni
La lagrangiana di cui sopra può essere trovata iniziando con la più semplice lagrangiana a dieci dimensioni
{\displaystyle L=\operatorname {tr} \left\{{\frac {1}{g^{2}}}F_{IJ}F^{IJ}-i{\bar {\lambda }}\Gamma ^{I}D_{I}\lambda \right\},}
dove I e J vanno da 0 a 9 e {\displaystyle \Gamma ^{I}} sono le matrici gamma 32 per 32 {\displaystyle (32=2^{10/2})}, seguito dall'aggiunta del termine con {\displaystyle \theta _{I}} che è un termine topologico.
I componenti {\displaystyle A_{i}} del campo di gauge per i = 4 a 9 diventano scalari eliminando le dimensioni extra. Questo dà anche un'interpretazione della R-simmetria SO(6) come rotazioni nelle dimensioni extra compatte.
Per compattificazione su un T 6, tutte le supertensioni sono conservate, dando N = 4 nella teoria quadridimensionale.
Un'interpretazione della teoria di stringa tipo IIB è la teoria del world-volume di uno stack di D3-brane.

## Corrispondenza AdS/CFT
Questa teoria è importante anche nel contesto del principio olografico. Esiste una dualità tra la teoria di stringa tipo IIB sullo spazio AdS5 × S5 (un prodotto dello spazio AdS a 5 dimensioni con un'ipersfera a 5 dimensioni) e una super Yang-Mills con N = 4 sul bordo quadridimensionale di AdS5. Tuttavia, questa particolare realizzazione della corrispondenza AdS/CFT non è un modello realistico della gravità, poiché la gravità nel nostro universo è quadridimensionale. Nonostante ciò, la corrispondenza AdS/CFT è la realizzazione di maggior successo del principio olografico, un'idea speculativa sulla gravità quantistica originariamente proposta da Gerardus 't Hooft, mentre stava espandendo il lavoro sulla termodinamica dei buchi neri, ed è stata migliorata e promossa da Leonard Susskind nel contesto della teoria delle stringhe.

## Integrabilità
Ci sono prove che la teoria di Yang-Mills supersimmetrica con N = 4 ha una struttura integrabile nel limite planare per N grandi. Quando il numero di colori (denotato anche N) va all'infinito, le ampiezze scalano come {\displaystyle N^{2-2g}}, così che sopravvive solo il contributo di genere 0 (grafo planare). La teoria planare di Yang-Mills è una teoria con un numero molto grande (infinito) di colori.
Un limite planare è un limite in cui le ampiezze di scattering sono dominate dai diagrammi di Feynman a cui è possibile dare la struttura dei grafi planari.
Beisert et al. hanno pubblicato un review article che dimostra come in questa situazione gli operatori locali possono essere espressi tramite determinati stati in catene di "spin", ma basati su superalgebre di Lie più grandi piuttosto che SU(2) per lo spin ordinario. Questi sono associabili alle tecniche di ansatz di Bethe. Hanno anche costruito un'azione dello yangiano associato sulle ampiezze di scattering.
Anche Nima Arkani-Hamed e altri hanno studiato questo argomento. Usando la teoria dei twistor, hanno trovato una descrizione (il formalismo dell'amplituedro) in termini di grassmanniano positivo.